# Azules y grises (miniserie)
Azules y Grises (título original: The Blue and the Gray) es una miniserie televisiva de la CBS de 1982. Ambientada durante la guerra civil americana, la serie está protagonizada por John Hammond, Stacy Keach, Lloyd Bridges, y Gregory Peck como Abraham Lincoln. fue producida por Larry White y Lou Reda, en asociación con Columbia Televisión. Una novela del mismo nombre de John Leekley, Bruce Catton e Ian McLellan Hunter fue publicada como apoyo a la serie en 1983. Los colores del título se refieren al Ejército de Estados Unidos y al Confederado, respectivamente.

## Sinopsis
La serie gira alrededor de las familias de dos hermanas; Maggie Geiser y Evelyn Hale. Los Geiser son labradores y residen cerca de Charlottesville, Virginia, y los Hale poseen un diario en Gettysburg, Pensilvania. Los Geiser son generalmente indiferentes al asunto de la esclavitud, pero apoyan la causa del sur. La excepción es el hijo John, un joven artista que defiende a los esclavos. Los Hale son pro-Unión y antiesclavitud, pero esperan a una solución pacífica a los problemas de la nación.
La serie empieza en 1859 cuándo John deja la granja familiar para ir a Pensilvania, donde consigue un trabajo como dibujante para el periódico de su tío, Jacob Hale, Sr. La primera asignación de John le lleva a conocer al famoso abolicionista John Brown, y se hace amigo de Jonas Steele, un antiguo Jayhawker y Pinkerton detective. Jonas regresa con John a Gettysburg y se enamora de Mary, la prima de John.
En 1860 los hermanos de John, Matthew, Mark, y Luke se unen al Ejército de los Estados Confederados Los primos de John, Malachy y Jake Hale, se unen al Ejército de la Unión. Cogido entre dos frentes, John no luchará para el sur, pero tampoco para el norte. Después de reunirse con Jonas Steele, quién ha se unido al Ejército de la Unión como explorador, John se convierte en corresponsal de guerra para Harper Semanal. John viaja con el Ejército de Unión y presencia muchos de los acontecimientos importantes de la Guerra Civil, incluyendo la Batalla de Bull Run, la Campaña de la Península, el Asedio de Vicksburg, la Batalla de Wilderness (dónde su hermano Mark es asesinado delante de él), la rendición de Lee en Appomattox y el asesinato de Lincoln.
En la Batalla de Bull Run, John conoce a Kathy Reynolds, la hija de un senador, quién, a pesar de su alto estatus, prueba ser una gran enfermera de guerra. Jonas vence sus dudas y se casa con Mary. La Batalla de Gettysburg es un punto prominente de la historia; Mary muere. John se reconcilia con su familia cuando él, su padre, y Matthew se unen para defender la granja contra un ataque del Ejército de la Unión. El ataque es repelido pero Matthew muere durante la defensa. A pesar de ser un agente de la Unión, Jonas obtiene el respeto de los Geiser (y posiblemente algo más de Emma) por organizar el rescate de Luke de un campo de prisioneros. Más tarde, alertado por una premonición, llega demasiado tarde para salvar al Presidente en el teatro de Ford. Los Hale y los Geiser se reúnen después de la guerra en la granja de los Geiser para celebrar la boda de John y Kathy.

## Reparto
- John Hammond es John Geyser
- Stacy Keach es Jonas Steele
- Colleen Dewhurst es Maggie Geyser
- Lloyd Bridges es Ben Geyser
- Kathleen Beller es Kathy Reynolds
- Brian Kerwin es Malachy Hale
- Bruce Abbott es Jacob "Jake" Hale, Jr.
- Cooper Huckabee es Matthew Geyser
- Michael Horton es Mark Geyser
- Julia Duffy es Mary Hale Steele
- Penny Peyser es Emma Geyser Bedell
- Warren Oates es Major Welles
- Sterling Hayden es John Brown
- Diane Baker es Evelyn Hale
- Dan Shor es Luke Geyser
- Gregory Peck es Abraham Lincoln
- Paul Winfield es Jonathan Henry
- Robert Vaughn es Senador Reynolds
- Rory Calhoun es General George G. Meade
- Gregg Henry es Lester Bedell
- David W. Harper es James Hale
- Robin Gammell es Jacob Hale, Sr.
- Geraldine Page es Mrs. Lovelace
- Rip Torn es Gen. Ulysses S. Grant
- Robert Symonds es Gen Robert E. Lee
- Gerald S. O'Loughlin es Sgt. O'Toole
- John Voldstad es Alvin Mooney
- Gregg Palmer es Bull Run Colonel
- Julius Harris es un predicador
- Royce D. Applegate es un reportero
- Noble Willingham es un General
- Paul Benedict es Mr. Arbuthnot
- William Lucking es Capt. Potts
- Charles Napier as Maj. Harrison
- George Newbern es Lawrence "Coward" Jones
- Walter Olkewicz es Pvt. Grundy
- Duncan Regehr es Capt. Randolph
- John Vernon es William Seward